# Паклени котао
Паклени котао (фр. Chaudron d' enfer) је вир антициклонског типа на реци Конго у ДР Конгу. Налази се низводно од луке Матади, недалеко од ушћа у Атлантски океан. У том делу корито се шири на чак 1200 метара. Вртлог се формирао на оштром скретању тока, где се сужава на свега 450 метара и улази у котлину пречника 2 километра и дубине 166 метара, што је уједно и највећа речна дубина на свету. Због своје снаге и кретања вртлог омета често пловидбу прекоокеанских бродова. Настао је вртложастом ерозијом — еворсијом која је продубила дно корита реке, формирајући тзв. џиновски лонац.